# Bataille d'Amorgós

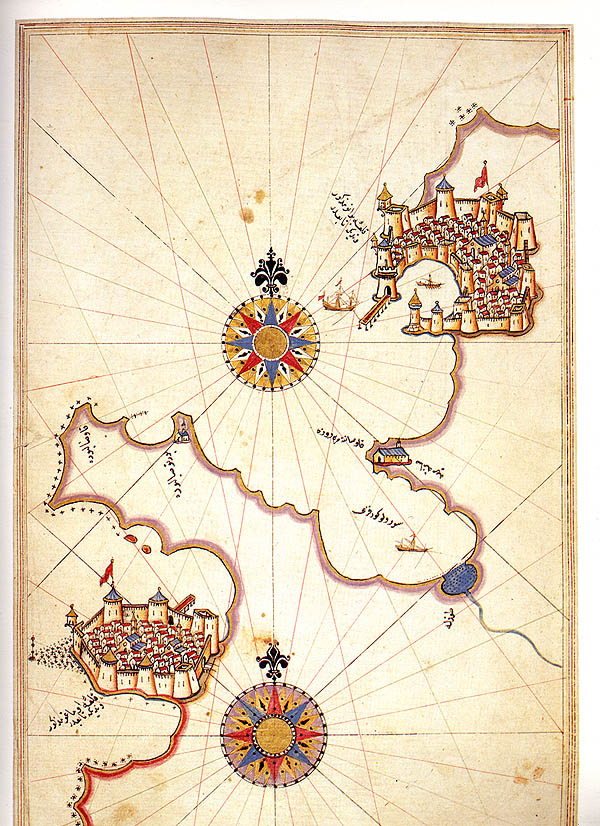
Carte de la baie de Katapola sur l'île d'Amorgos en Grèce.

La bataille d'Amorgos intervient en 1312 entre les flottes de l'ordre des Hospitaliers et du beylicat turc de Menteché. Les deux belligérants souffrent de lourdes pertes ; on considère que la victoire revient aux Hospitaliers.

## Contexte
Après la prise de Rhodes dont ils font leur quartier-général, les Hospitaliers mènent rapidement des actions militaires en mer Égée. Leurs cibles sont d'abord les navires turcs mais ils capturent aussi un navire génois commerçant avec le sultanat mamelouk, en prétextant que ce commerce avait été proscrit par le pape. En 1311, les Génois envoient aux Hospitaliers un émissaire qui leur rappelle le soutien génois dans leur conquête de Rhodes et exige la libération du navire, que les chevaliers refusent. En représailles, les Génois payent 50 000 florins d'or à Mesut, bey de Menteché en Asie mineure, pour qu'il attaque les Hospitaliers,.

## La bataille
Mesut s'empare d'abord de marchands de Rhodes présents sur le continent tandis que des galères génoises et turques s'attaquent aux navires des Hospitaliers. Toutefois, en 1312, ceux-ci interceptent la flotte du beylicat de Menteché près de l'île d'Amorgos. Les Turcs viennent d'y débarquer quand les Hospitaliers surprennent et brûlent les vingt-trois navires turcs, puis commencent à s'attaquer aux troupes à terre. Selon une chronique du XVe siècle, plus de huit cents Turcs sont tués mais les Hospitaliers souffrent eux-mêmes de pertes importantes, avec la mort de cinquante-sept chevaliers et trois cents soldats à pied,. Une lettre de l'ambassadeur du royaume d'Aragon au concile de Vienne mentionne quant à elle la mort de 1 500 Turcs et de soixante-quinze chevaliers de l'Ordre. Après cette bataille, les Hospitaliers prennent Kos aux Génois et plusieurs forteresses du beylicat de Menteché sur le littoral anatolien.

## Référencement

### Sources
- (en) Michael Carr, « The Hospitallers of Rhodes and their Alliances against the Turks », dans Islands and Military Orders, c.1291–c.1798, Farnham: Ashgate, 2013 (lire en ligne)
- (en) Anthony Luttrell, « The Hospitaliers at Rhodes, 1306-1421 », dans A History of the Crusades, Volume III: The fourteenth and fifteenth centuries, University of Wisconsin Press, 1975 (ISBN 0-299-06670-3)